# Holiday City-Berkeley
Holiday City-Berkeley es un lugar designado por el censo ubicado en el condado de Ocean en el estado estadounidense de Nueva Jersey. En el año 2010 tenía una población de 1,2831 habitantes y una densidad poblacional de 861 personas por km².

## Geografía
Holiday City-Berkeley se encuentra ubicado en las coordenadas 39°58′5″N 74°15′54″O / 39.96806, -74.26500.

## Demografía
Según la Oficina del Censo en 2000 los ingresos medios por hogar en la localidad eran de $26,900 y los ingresos medios por familia eran $33,575. Los hombres tenían unos ingresos medios de $35,197 frente a los $26,149 para las mujeres. La renta per cápita para la localidad era de $22,755. Alrededor del 6% de la población estaba por debajo del umbral de pobreza.